# بریوزوفکا (سرزمین پرم)
بریوزوفکا (روسی: Берёзовка) یک رودخانه در سرزمین پرم کشور روسیه است.